# Nanobit
Nanobit je hrvatsko IT poduzeće. Sjedište je u Zagrebu.

## Povijest
Osnovani su 2008. godine i u početku su imali samo dva zaposlenika. Suosnivači su Alan Sumina i Zoran Vučinić. Počeli su bez ureda, bez kapitala i sa samo dva računala. Nastali su u vrijeme pojave iPhonea za koji su vjerovali da može mnogo toga promijeniti. Ostvarili su brzi rast. Danas je Nanobit najveća hrvatska tvrtka za razvijanje igara. Bavi se stvaranjem privlačnih mobilnih igara i aplikacija. Rade pod motom "crafting bits of fun". Stvorili su desetke popularnih igraćih naslova i aplikacija. Imaju milijune korisnika diljem svijeta. Osnivači Sumina i Vučinić proglašeni su 2015. godine poduzetnicima godine, u izboru koje revizorska tvrtka Ernst & Young dodjeljuje u 60 najrazvijenijih država na svijetu. Taj izbor smatra se svojevrsnim globalnim Oskarom za poduzetništvo, a izbor iz 2015. godine bio je prvi hrvatski izbor.
2016. godine rast tvrtke pokazuje preko 50 milijuna preuzimanja, 75 naslova (od kojih četiri najpopularnija prati više od pola milijuna korisnika Facebooka) i zaposlenje 100. zaposlenika, tri ureda u Zagrebu, Budimpešti i Bukureštu. 2017. godine našla se je na Deloitteovoj ljestvici 500 najbrže rastućih tehnoloških tvrtki regije EMEA, gdje je bilo 62 tvrtke iz srednje Europe, a među njima 6 iz Hrvatske: Rimac Automobili, Hangar 18, Gauss, Infinum, Nanobit te Code Consulting iz Vukovara. 2019. godine dobila je u kategoriji najbolje tvrtke srednje veličine Zlatnu kunu po izboru Hrvatske gospodarske komore (HGK). 17. rujna 2020. jedna od vodećih svjetskih kompanija u industriji računalnih igara, švedski Stillfront kupila je Nanobit, za gotovo milijardu kuna. U trenutku prodaje Nanobit je bio prisutan u više od 150 zemalja i zapošljavao je 125 visokoobrazovanih ljudi. I prije su imali ponude za preuzimanje, no ova im je omogućila da nastave voditi tvrtku i sjedište ostaje u Zagrebu.

## Nagrade
- 2011. Nagrada časopisa VIDI e-novacija, Zlatno Teslino jaje za najinovativnijeg malog poduzetnika.[8]
- 2013. Nagrada Prijatelj studenata[2][8]
- Plasirali su se među prvih 15 tehnoloških tvrtki s najbržim rastom u Srednjoj Europi.[4]
- Deloitteova nagrada za najbrže rastuće poduzeće Srednje Europe[2] 2014. i 2015.[8]
- 2014. su godine Alan Sumina i Zoran Vučinić dobili nagradu EY Poduzetnik godine.[9]
- Nagrada Zlatni ključ koju dodjeljuje HIZ (Udruga Hrvatski izvoznici) za najboljeg malog izvoznika[2]  2015. godine.[8]
- Nagrada Zlatna bilanca[2] za najuspješnijeg poduzetnika u 2015. godini u djelatnosti informacije i komunikacije. Dodijeljeno na Fina forumu 2016. u organizaciji Financijske agencije a pod pokroviteljstvom Vlade Republike Hrvatske.[10]
- 2016. Nagrada kreatora za stoljeće na međunarodnom ekonomskom forumu.[8]
- 2018. godine našli su se na popisu Financial Timesovih tisuću europskih najbrže rastućih kompanija. My Story je bila među 8 najskidanijih besplatnih igara na App Storeu u Ujedinjenom Kraljevstvu i među sto najskidanijih igara u SAD.[11]

## Vanjske poveznice
- Službene stranice  Arhivirana inačica izvorne stranice od 29. studenoga 2018. (Wayback Machine)
- Facebook